# Bộ Dược (龠)
Bộ Dược (龠) mang nghĩa là một loại sáo có 3 hoặc 6 lỗ, và tên gọi của bộ thủ duy nhất trong số 214 Bộ thủ Khang Hi được cấu tạo từ 17 nét. Trong Khang Hi tự điển, có 21 ký tự (trong tổng số 49.030) được tìm thấy dưới bộ thủ này.

## Chữ dùng bộ Dược (龠)

Giáp cốt văn
Kim văn
Đại triện
Tiểu triện

| Số nét | Chữ               |
| ------ | ----------------- |
| 17 nét | 龠                |
| 21 nét | 䶳 龡 𪛊          |
| 22 nét | 龢                |
| 25 nét | 䶴 龣 𪛋 𪛌 𪛍    |
| 26 nét | 龤 龥 𪛎 𪛏 𪛐 𪛑 |
| 27 nét | 䶵 𪛒             |
| 28 nét | 𪛓                |
| 29 nét | 𫜴                |
| 31 nét | 𪛔                |
| 33 nét | 𪛕                |
| 37 nét | 𪛖                |